# Judejska pustinja
Judejska pustinja (arapski: صحراء يهودا, Sahara Yahudan, hebrejski: מִדְבַּר יְהוּדָה, Midbar Yehuda) je pustinja u Izraelu i Zapadnoj obali. Ime pustinje dolazi od imena Kraljevstva Jude koje se nalazilo na prostorima pustinje.

## Položaj
Judejska pustinja počinje istočno od Jeruzalema, a završava na zapadnoj obali Mrtvog mora te se prostire od sjeveroistočnog dijela Negeva sve do istoka Beit Ela. Značajnija urbana mjesta u području i okolice pustinje su Jeruzalem, Betlehem, Jerihon i Hebron. 

## Klima
Na zapadu pustinje prisutna je sredozemna, a na istoku pustinjska klima. U središtu pustinje prisutan je uzak pojas stepske klime.

## Padaline
Na zapadu pustinje količina kiše varira između 400 – 500 mm, na području zapadnog Jeruzalema raste do 600 mm, na istoku Jeruzalema opada do 400 mm, a na istočnom dijelu pustinje iznosi do 100 mm. 

## Povijest
Pustinja je od davnina služila kao utočište za pustinjake i pobunjenike. Jedan od prvih bio je budući izraelski kralj David koji se po svjedočenju Starog zavjeta ovdje krio od progona kralja Šaula. Prema crkvenim izvorima, na sjeverozapadnoj granici Judejske pustinje, na ušću rijeke Jordan, Ivan Krstitelj je krstio ljude i samoga Isusa. Čak i prije nego što su rani kršćani odlazili u Judejsku pustinju u potrazi za pročišćenjem i prosvjetljenjm, u njoj je obitavala židovska sekta Esena.

## Vanjske poveznice
Vodič: Judaean Desert na Wikivoyageu